# إيليس بلاكويل
إيليس بلاكويل (بالإنجليزية: Elise Blackwell)‏ (18 يوليو 1964، أوستن في الولايات المتحدة)؛ روائية أمريكية.